# José Manuel Aizpurúa
José Manuel Aizpurúa (Sant Sebastià, 1902 - Sant Sebastià, 6 de setembre de 1936), arquitecte i fotògraf, representant del racionalisme arquitectònic espanyol.
Neix a Sant Sebastià, però estudia a Madrid entre 1921 i 1927, on coneix en Federico García Lorca, Luis Buñuel i Salvador Dalí.

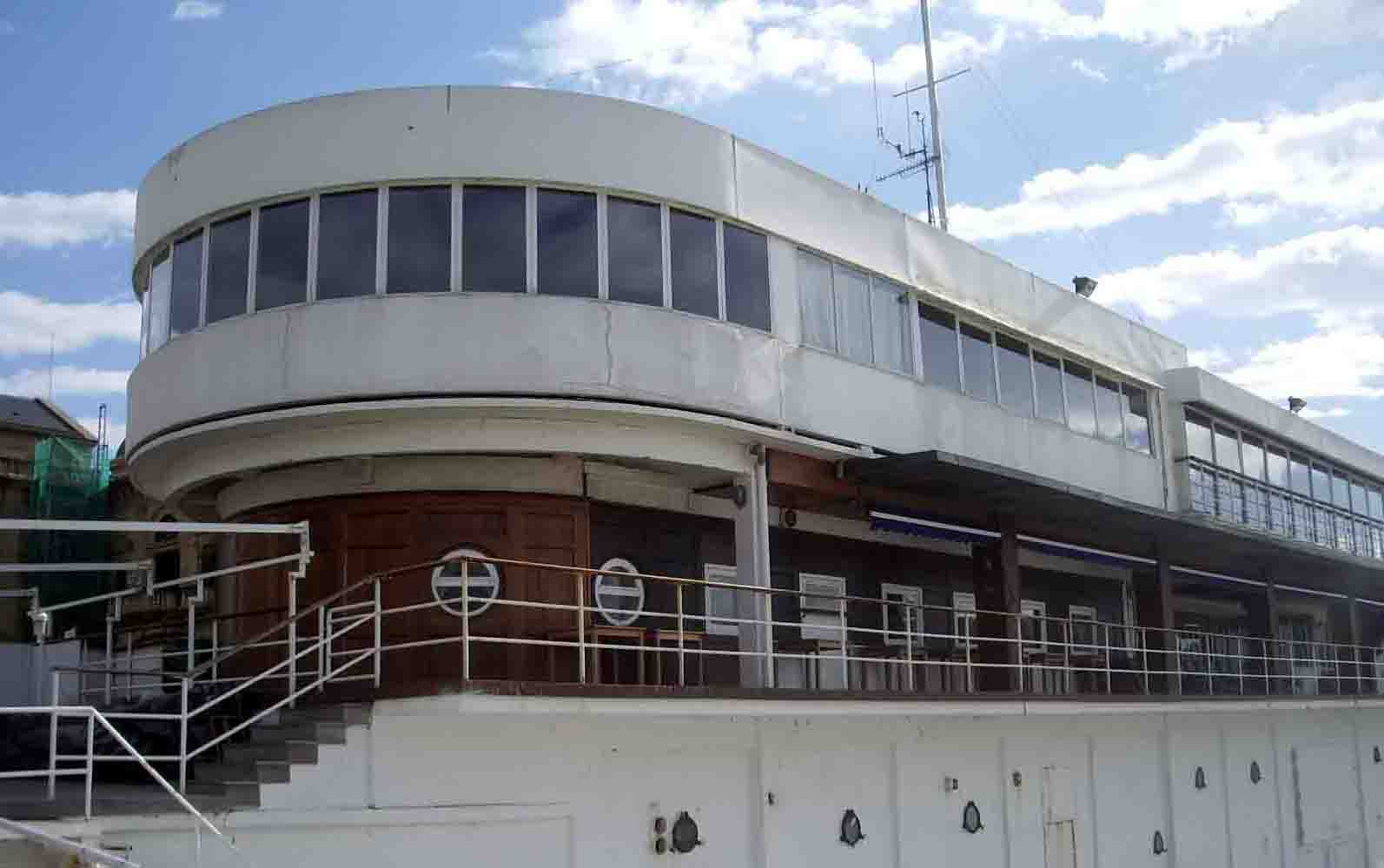
Club Nàutic de Sant Sebastià.

El 1929 projecta, juntament amb en Joaquín Labayen, amb qui comparteix estudi professional al carrer Prim de Sant Sebastià, l'edifici del Club Nàutic de Sant Sebastià, actualment considerat un dels primers i més importants exemples del racionalisme a Europa. Llavors es trobava al costat del Gran Casino de la ciutat (avui Ajuntament), el seu aspecte diàfan, el seu color blanc i les seves formes d'inspiració marítima l'uneixen amb el maquinisme i amb el pensament vanguardista de l'arquitecte Le Corbusier.
Amb la finalitat d'estendre les seves idees arquitectòniques innovadores, el 1930 organitza una exposició amb en Ricardo de Churruca i Labayen a l'Ateneo Guipuzcoano. A finals d'aquest mateix any s'incorpora al GATEPAC (Grupo de Artistas y Técnicos Españoles para el Progreso de la Arquitectura Contemporánea), grup que ja s'havia format a Saragossa. El grup GATEPAC advoca pel desenvolupament de l'arquitectura a Espanya. Organització que a Catalunya s'anomenava GATCPAC (Grup d'Arquitectes i Tècnics Catalans pel Progrés de l'Arquitectura Contemporània).
Als anys 30 simpatitza amb les idees nacional-sindicalistes, essent un dels creadors de Falange Española. Del mateix José Antonio Primo de Rivera rep l'encàrrec de dissenyar la capçalera del diari falangista Arriba i és anomenat membre de la Junta Política el 1934 amb el càrrec de Delegado Nacional de Prensa y Propaganda i fundador de la Falange Española de las JONS a Sant Sebastià. La seva militància política provoca que l'afusellin a la presó d'Ondarreta, tres dies abans que les tropes del Bàndol nacional entressin a Sant Sebastià, el 6 de setembre de 1936.